# Orchis brancifortii
Orchis brancifortii Biv. – gatunek rośliny z rodziny storczykowych (Orchidaceae Juss.). Występuje endemicznie we Włoszech. Epitet gatunkowy został poświęcony sycylijskiemu księciu E. Branciforte, żyjącego w XVIII wieku.

## Rozmieszczenie geograficzne
Rośnie naturalnie we Włoszech – we wschodniej części Sardynii, północnej Sycylii oraz w odizolowanej pojedynczej subpopulacji w Kalabrii. O. brancifortii występuje lokalnie i jest bardzo rzadko spotykany w granicach swojego zasięgu. Subpopulacje o dużej liczbie osobników (powyżej stu) występują bardzo rzadko.

## Morfologia

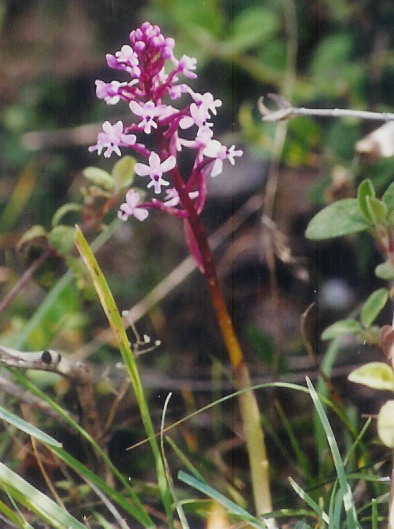
Kwiatostan, głąbik wyraźnie fioletowy w górnej części

PokrójBylina dorastająca do 20–25 cm wysokości. Korzenie są bulwiaste. Głąbik jest smukła, w górnej części ma intensywną fioletową barwę.
LiścieMają podłużny lub eliptycznie lancetowaty kształt. Wierzchołek jest tępy. Rzadko są cętkowane. Mają jasnozieloną barwę.
KwiatyZebrane po 5–15 (–20) w kwiatostany o owalnym lub cylindrycznym kształcie. Są niepozorne. Mają różową barwę.

## Biologia i ekologia
Rośnie na nieużytkach zielonych, w makii, otwartym garigu, zaroślach i otwartych przestrzeniach w lasach. Występuje na wysokości od 200 do 1300 m n.p.m. Preferuje suche, głównie kamieniste i wapienne podłoże. Gatunek można znaleźć na bardzo zerodowanych powierzchniach krasowych i w otwartych szczelinach, gdzie zgromadziła się próchnica. Najlepiej rośnie w pełnym nasłonecznieniu lub w półcieniu. Kwitnie od kwietnia do czerwca.

## Ochrona
W Czerwonej księdze gatunków zagrożonych został zaliczony do kategorii LC – gatunków najmniejszej troski. Mimo że jego zasięg występowania jest mniejszy niż 20000 km², a obszar wykorzystania wynosi 2000 km² to jego populacja jest stabilna w czasie i niezagrożona z uwagi na fakt, że większość stanowisk leży w trudno dostępnych miejscach, z dala od szlaków turystycznych. Wypasu kóz ma miejsce i jest korzystne dla tego gatunku, ponieważ chroni przed przerostem. Nie odnotowano poważnych zagrożeń dla tego gatunku, w związku z tym O. brancifortii jest oceniany jako gatunek najmniejszej troski. Według innych źródeł poważnym zagrożeniem dla tego gatunku są pożary.
Gatunek jest wymieniony w załączniku B konwencji o międzynarodowym handlu dzikimi zwierzętami i roślinami gatunków zagrożonych wyginięciem. Wymieniono w nim następujące działania na rzecz ochrony O. brancifortii: zarządzanie izolowanych populacjach, podniesienie świadomości społecznej, kontrola i zarządzanie produkcją salep z bulw tego gatunku, wprowadzenie ustaw, które zakazują wysadzania lub wykopywania okazów, ochrona ex situ – sztuczne rozmnażanie, ponowne wprowadzenie do naturalnych siedlisk i zbiory nasion, monitorowanie i nadzór istniejących populacji czy oszacowanie wielkości populacji i badania jej dynamiki.

## Zastosowanie
Bulwy tego gatunku są bardzo pożywne po ugotowaniu. Służą do produkcji salepu, białego lub żółtawego proszku, który otrzymuje się przez suszenie bulw, na następnie ich zmieleniu w proszek. Salep jest substancja podobną do skrobi. Może być dodawany do napojów, a także do chleba. Galaretki wykonane z salepu są stosowane w leczeniu podrażnienia przewodu pokarmowego.